# رودريك تي لونغ
رودريك تي لونغ (بالإنجليزية: Roderick Long)‏ هو اقتصادي وفيلسوف أمريكي، ولد في 4 فبراير 1964 في لوس أنجلوس في الولايات المتحدة.